# Navares de Enmedio (kommunhuvudort)
Navares de Enmedio är en kommunhuvudort i Spanien.   Den ligger i provinsen Provincia de Segovia och regionen Kastilien och Leon, i den centrala delen av landet, 110 km norr om huvudstaden Madrid. Navares de Enmedio ligger 1 041 meter över havet och antalet invånare är 129.
Terrängen runt Navares de Enmedio är platt åt sydost, men åt nordväst är den kuperad. Runt Navares de Enmedio är det glesbefolkat, med 9 invånare per kvadratkilometer. Närmaste större samhälle är Boceguillas, 8,6 km sydost om Navares de Enmedio. Trakten runt Navares de Enmedio består till största delen av jordbruksmark.